# RS-430
Pour les articles homonymes, voir Route 430.
La RS 430 est une route locale du Nord-Ouest de l'État du Rio Grande do Sul reliant la municipalité de Charrua, à partir de l'embranchement avec la RS-475, à la jonction avec la BR-285, sur le territoire de la commune de Ciríaco. Elle dessert Charrua, Tapejara, Água Santa et Ciríaco, et est longue de 44 km.